# Girls (chanson de Prodigy)
Pour les articles homonymes, voir Girls.
Singles de Prodigy
Baby's Got a Temper
(2002) Hotride
(2004)
Clip vidéo
[vidéo] « Girls », sur YouTube
Girls est une chanson du groupe britannique Prodigy extraite de leur album Always Outnumbered, Never Outgunned sorti au Royaume-Uni le 23 août 2004. C'était le premier single de cet album.
Publiée en single une semaine après la sortie de l'album, le 30 août 2004, cette chanson débute à la 19e place du classement officiel de singles pour la semaine du 5 au 11 septembre, mais tombe déjà à la 35e place la semaine suivante.

## Classements
| Classement (2004)              | Meilleure position |
| ------------------------------ | ------------------ |
| Royaume-Uni (UK Singles Chart) | 19                 |